# Jules Muret (1759-1847)
Pour les articles homonymes, voir Muret.
Ne doit pas être confondu avec Jules Muret (1805-1880).
Jules Muret (ou Jules-Nicolas Muret selon certaines sources) né le 19 février 1759 à Vevey, mort le 6 mai 1847 à Lausanne est une personnalité politique suisse.

## Biographie
Jules Muret est député au Grand Conseil du canton de Vaud dès 1803 et conseiller d'État du même canton de 1803 à 1830.
Franc-maçon, il est membre de la loge Les Amis Unis de Morges.
Jules Muret est le fils de Jean-Louis Muret, auteur du Mémoire sur l'état de la population dans le Pays de Vaud, le père du juriste et député Jean Muret et l'oncle du conseiller d'État Jules Muret.